# Mangole
Mangole (anciennement Xulla Mangola ) est une grande île des îles Sula, lesquelles font partie de la province des Moluques du Nord, en Indonésie. L'île relève administrativement du kabupaten des îles Sula.

## Géographie
Elle est située en  mer de Banda pour la partie à l'ouest du tanjung Batu et en mer de Céram pour la partie à l'est de ce même  cap. L'île borde la mer des Moluques sur sa côte nord.
Sa position exacte est :   1°48′S 125°48′E / 1.8°S 125.8°E
, c'est-à-dire à l'est de l'île de Taliabu et au nord de l'île de Sanana. 
Elle a une superficie de 2142,48 km². Au recensement de 2010, 36 323 personnes vivaient sur l'île de Mangole, nombre qui est passé  à 39 736 lors du recensement de 2020, soit une augmentation en 10 ans de 9,40%. Son économie est dominée par l'industrie du bois.

### Districts
L'île est divisée en six districts au sein du kabupaten des îles Sula, énumérés ci-dessous avec leurs zones et leurs populations au recensement de 2010 et au recensement de 2020. Le tableau comprend également les emplacements des centres administratifs de district et le nombre de villages ( desa ruraux et kelurahan urbains) dans chaque district.
| Nom                  | Traduction          | Superficie en km² | Population (2010) | Population (2020) | Ville principale | Nombre de villages |
| -------------------- | ------------------- | ----------------- | ----------------- | ----------------- | ---------------- | ------------------ |
| Mangole Timour       | Mangole oriental    | 395,87            | 4 301             | 5 613             | Waitina          | 5                  |
| Mangole Tengah       | Mangole central     | 373,83            | 6 381             | 7 644             | Mangole          | 9                  |
| Mangole Utara Timour | Mangole du nord-est | 374,75            | 3 777             | 4 735             | Waisakai         | 4                  |
| Mangole Barat        | Mangole occidental  | 236.29            | 7 084             | 7 198             | Dofa             | 7                  |
| Mangole Utara        | Mangole du Nord     | 431,94            | 10 115            | 9 373             | Falabisahaya     | 8                  |
| Mangole Selatan      | Mangole du Sud      | 329,80            | 4 665             | 5 173             | Buya             | 5                  |
| Île de Mangole       | (total)             | 2 142,48          | 36 323            | 39 736            |                  | 38                 |